# (11579) Tsujitsuka
(11579) Tsujitsuka est un astéroïde de la ceinture principale.

## Description
(11579) Tsujitsuka est un astéroïde de la ceinture principale. Il fut découvert le 6 mai 1994 à Kitami par Kin Endate et Kazuro Watanabe. Il présente une orbite caractérisée par un demi-grand axe de 2,59 UA, une excentricité de 0,20 et une inclinaison de 13,6° par rapport à l'écliptique.

## Compléments